# Syringol
Syringol (2,6-Dimethoxyphenol) ist eine organisch-chemische Verbindung, die sich sowohl vom Phenol als auch von den Dimethoxybenzolen ableitet. Die Struktur besteht aus einem Benzolring mit einer angefügten Hydroxygruppe (–OH) und zwei Methoxygruppen (–OCH3) als Substituenten. Es gehört zur Stoffgruppe der Dimethoxyphenole, einer Gruppe von sechs Konstitutionsisomeren. Es ist ein Dimethylether des Pyrogallols. Der Name stammt – analog zu Syringaalkohol, Syringaaldehyd, Syringasäure oder Acetosyringon – von der lateinischen Bezeichnung des Flieders (Syringa).

## Vorkommen

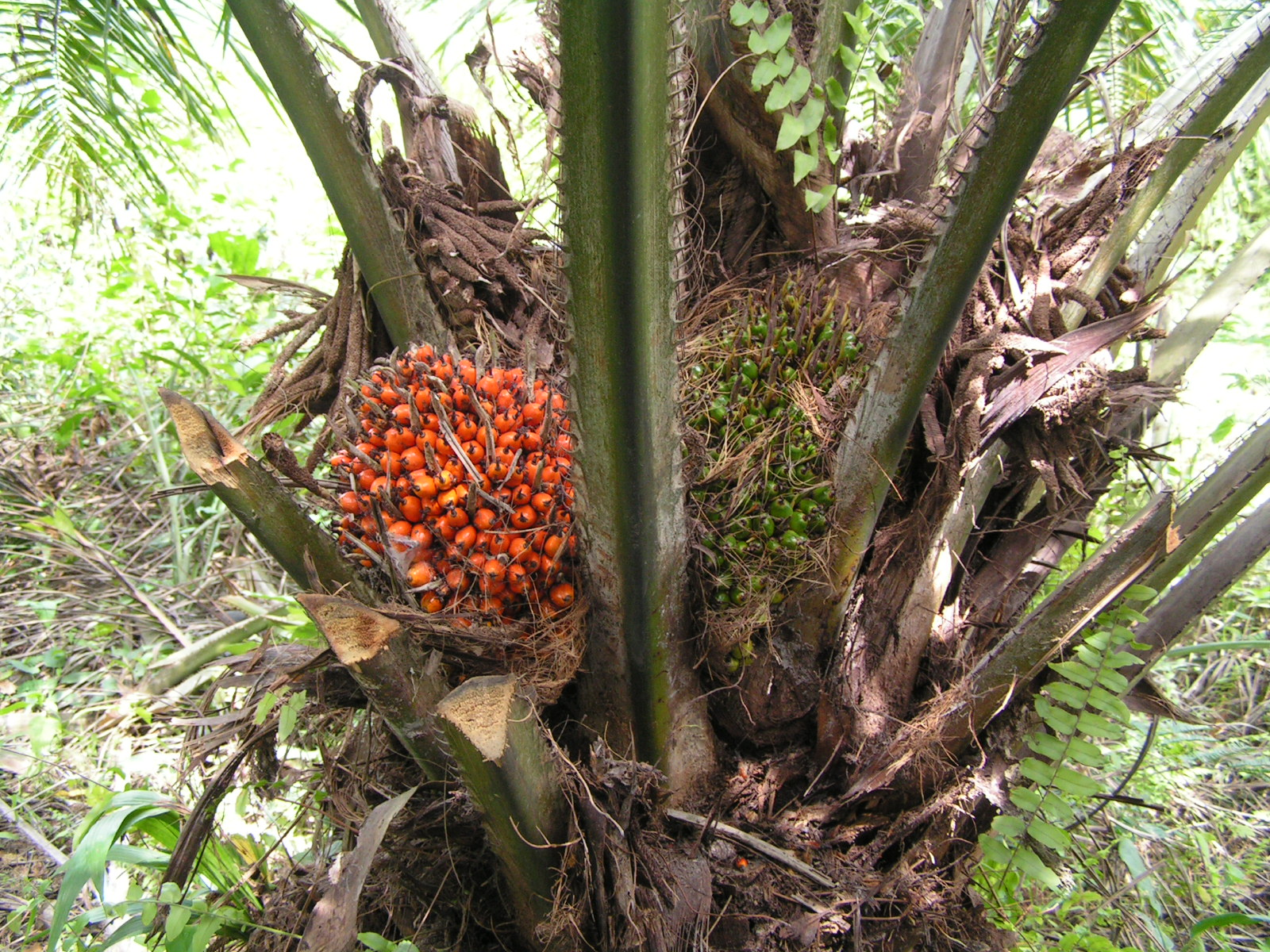
Ölpalmen enthalten natürlicherweise Syringol

2,6-Dimethoxyphenol kommt natürlich in Ölpalmen vor.

## Darstellung
Syringol entsteht durch Decarboxylierung von Syringasäure.

## Eigenschaften
Der pKs-Wert der phenolischen OH-Gruppe beträgt 9,98 und hat nahezu keinen Unterschied zum Phenol mit 9,99. Die beiden Methoxygruppen üben so gut wie keinen Einfluss aus. In gleicher Weise ist dies im Vergleich von Guajacol mit Phenol zu beobachten.